# Gregory Isaacs
Gregory Anthony Isaacs (15. července 1951, Kingston, Jamajka – 25. října 2010, Londýn, Anglie, Spojené království) byl jamajský zpěvák a hudební skladatel. Největší úspěch mu přineslo album Night Nurse z roku 1982. Zemřel na rakovinu plic.

## Vyznamenání
- důstojník Řádu distinkce in memoriam – Jamajka, 2016[3]